# Олександр Прокоп'єв
Олександр Прокоп'єв ( мак. Александар Прокопиев) народився 24 лютого 1953 р.) - македонський доктор літературознавства та теорії літератури, працює в Інституті македонської літератури при Св. Університет Кирила і Мефодія Скоп'є, Республіка Північна Македонія. Відомий як письменник, есеїст і колишній учасник видатної югославської рок -групи Idoli .  

## Біографія
Олександар Прокоп'єв народився 24 лютого 1953 році в Скоп'є, тодішній столиці Соціалістичної Республіки Македонія. У 1977 році він закінчив філологічний факультет Белградського університету. У 1982 році отримав післядипломну освіту в 1982 році в Белграді та Сорбонні, Франція.
Працював у кількох вітчизняних та зарубіжних журналах. Він писав сценарії для кіно, театру, телешоу, радіодрам і коміксів. Твори перекладені англійською, французькою, італійською, японською, російською, польською, угорською, чеською, словацькою та іншими мовами.
Олександр Прокоп'єв також  музикант. Під час навчання в Белграді він грав з югославським рок- гуртом Idoli.  У Македонії Прокоп'єв був учасником відомого гурту Usta na Usta, який діяв у 1980-х роках. Його записи були випущені філією музичного виробництва національного Македонського радіо-телебачення.